# Andrés Fernández Díaz
Andrés Fernández Díaz (Cádiz; 14 de octubre de 1938) es un economista español, catedrático de Política Económica por la Universidad Complutense de Madrid y consejero emérito del Tribunal de Cuentas del reino de España.

## Biografía
Aunque nacido en Cádiz, vivió en Jerez de la Frontera, y se educó en el colegio de los Marianistas. Al terminar el bachillerato se marchó a Madrid a estudiar Ciencias Políticas, Económicas y Comerciales en la que entonces se denominaba Universidad Central, y tras concluir la Licenciatura contrajo matrimonio con la jerezana Carmen Cornejo García y, seguidamente, consiguió una beca de la Fundación Konrad Adenauer para ampliar estudios en Roma, donde se doctoró en 1964. De vuelta a Madrid, inició su actividad docente en la Universidad Complutense, alcanzando el grado de doctor en julio de 1967 y fue nombrado en abril de 1971 profesor adjunto de Política Económica. Posteriormente obtuvo por oposición la Cátedra de Política Económica de la Universidad de Oviedo (1981) y obuvo trasladó a la Universidad Complutense el 21 de mayo de 1982.
Durante cuarenta y cinco años ha vivido para la enseñanza y la investigación, con algunos paréntesis de servicio al Estado, en los que desempeñó cargos públicos de responsabilidad, en la transición y en épocas más recientes. Fue director general de Planificación Sectorial de la Presidencia del Gobierno, director general de Estadística y vicepresidente del Consejo Superior de Estadística en el primer Gobierno de Adolfo Suárez, Fue también miembro de la Junta Electoral Central en las elecciones de junio de 1977.
El 20 de diciembre de 1994 fue designado por el Pleno del Congreso de los Diputados, consejero del Tribunal de Cuentas (España) donde desarrolló su actividad al frente del Departamento de Corporaciones Locales. Al término de su mandato en 2001 retornó a su cátedra de la Complutense, y fue nombrado a partir del año 2002 consejero Emérito del Alto Tribunal.
En el terreno académico el profesor Fernández Díaz ha sido creador de escuela y maestro durante multitud de generaciones de economistas españoles en su cátedra de política económica de la Universidad Complutense. Cabe destacar además que fue decano de la Facultad de Ciencias Económicas y Empresariales de la Universidad Complutense en el período 1976-1981, ha sido miembro científico asociado del Institut de Sciences Mathématiques et Économiques Appliquées (ISMEA), Laboratoire du Collège de France, Paris (1973-1987), catedrático extraordinario de la Sorbonne (1983-1985), profesor invitado de las Universidades de Wesleyand (1981), La Sapienzia-Roma (1987), Católica de Buenos Aires (1993), Berkeley (1994), y la Seconda Università degli Studi di Napoli (1996, 2000, 2001). Asimismo fue profesor conferenciante de los Seminarios Interdisciplinarios del Collège de France, Paris, (1977-1987) y de las Universidades de Toulouse (1967, 1980), Bordeaux (1971), Bari (1975), Edinburgh (1976), Academia de Ciencias de Hungría (1980, 1983), San José de Costa Rica (1981), Otawa (1984) y del Instituto Pluridisciplinar de la Universidad Complutense de Madrid (1993, 1994, 1995).
Fue fundador en 1993 y primer director del Máster de Seguridad y Defensa de la Universidad Complutense en el marco de la colaboración con el Centro Superior de Estudios de la Defensa Nacional (CESEDEN), Institución de la que era en ese momento director adjunto civil. Asimismo es preciso reseñar que en el ámbito del Ministerio de Defensa contribuyó a poner en marcha el Centro de Astrobiología (INTA-CSIC), asociado a la NASA, siendo miembro de su Consejo Rector desde su fundación en 1999 hasta el año 2009.

## Honores y distinciones
- En 1982 fue nombrado académico de número de la Real Academia Jerezana de San Dionisio de Ciencias, Artes y Letras (actualmente académico supernumerario).
- En el año 2004 fue investido Doctor Honoris Causa por la Universidad de Cádiz.
- En 1970 y el 1978 el presidente de la República Italiana le confiere el grado de Ufficiale y de Commendatore, respectivamente, de la Orden al Mérito de la República Italiana.
- En 1978 S. M. El rey le otorga la Gran Cruz de la Orden del Mérito Civil.
- En 1984 el ministro de Defensa le concede la Cruz de la Orden del Mérito Militar de Primera Clase con Distintivo Blanco.
- En 1991 el ministro de Defensa le concede la Cruz de la Orden del Mérito Naval con Distintivo Blanco.
- En 1992 el primer ministro de Francia lo nombra Chevalier de la Orden des Palmes Académiques de la República Francesa por los servicios prestados a la comunidad universitaria de Francia.
- En 1998 el rey le otorga la Gran Cruz de la Orden del Mérito Aeronáutico con Distintivo Blanco.
- En 1998 el ministro del Interior le otorga la Cruz de la Orden del Mérito Policial con Distintivo Blanco.

## Obra
De toda su obra científica cabe destacar su contribución al conocimiento de la metodología de la Ciencia Económica, a la Política Económica, así como la aplicación de la Teoría del Control Óptimo y de la Teoría del Caos a la economía. En una etapa más reciente ha escrito un conjunto de ensayos interdisciplinarios en los que aporta originales relaciones entre la Economía, el Derecho y la Física.
Es autor de 40 libros, algunos con la colaboración de otros autores, y de más de 200 artículos científicos y ensayos, publicados en español, francés, inglés e italiano.

### Publicadas en español
- “Introducción a la teoría de la planificación”, Ediciones Euramérica, Madrid, 1969 (Depósito Legal: M. 13.187-1969).
- “Introducción y Metodología de la Política Económica”, Ediciones ICE, Madrid, 1976, 1979 (ISBN 84-7085-087-3) .
- “El papel del sector público en una economía en crisis”, Editions Hispaniques, Paris, 1984. (Editor), (ISBN 2 85355 009 5)
- “Política Económica Coyuntural”, Editorial AC, Madrid, 1987 (ISBN 84 7288 012 5).
- “Los efectos de la Meteorología sobre la economía nacional”, Instituto Nacional de Meteorología, Ministerio de Transportes, * Turismo y Comunicaciones, Madrid, 1987. (Director) (ISBN 84-505-5120-X).
- “Curso de Política Económica”, Editorial, AC, Madrid, 1989 (ISBN 84 7288 044 3).
- “La Economía de la Complejidad”, McGraw-Hill, Madrid, 1994 (ISBN 84-481-1802-2).
- “Teoría y política monetaria”, Editorial AC, Madrid, 1996 (ISBN 847288077X).
- “Fundamentos y papel actual de la Política Económica”, Ediciones Pirámide, Madrid, 1999. (Director) (ISBN 84-368-1277-8).
- “Dinámica Caótica en Economía”, McGraw-Hill, Madrid, 2000 (ISBN 84-481-2519-3).
- “Entre el ruido blanco y el ruido negro: Nuevos enfoques en el análisis de los Mercados Financieros”, Real Academia de Ciencias Exactas, Físicas y Naturales, Instituto de España, Madrid, 2001 (ISBN 84-85559-71-1).
- “Política Monetaria (Tomos I y II)”, Thomson, Madrid, 2003 (ISBN 84-9732-252-5).
- “Economía y Sociedad”, Delta Publicaciones, Madrid, 2004 (ISBN 84-933631-4-6).
- “Economía” (en colaboración con Begg, Fischer y Dornbusch), McGraw-Hill, Madrid, 2006 (ISBN 84-481-4648-4).
- “Un Mundo Poliédrico”, Delta Publicaciones, Madrid, 2008 (ISBN 978-84-92453-02-3).
- “Política Económica”, 4.ª edición revisada y actualizada. McGraw-Hill, Madrid, 2011 (Con Parejo Gamir y Rodríguez Sáiz)(ISBN 9788448179076).
- “Política Monetaria”, Editorial Paraninfo, Madrid, 2011 (ISBN 978-84-9732-892-0).
- “Ensayos de Filosofía, Ciencia y Sociedad”, Delta Publicaciones, Madrid, 2012. (ISBN 978-84-15581-26-0).
- “Giordano Bruno y Galileo Galilei: Dos vidas, dos obras”, Seminario de Astronomía y Geodesia, Publicación n.º 206, Facultad de Ciencias Matemáticas,  Universidad Complutense, Madrid, 2013. (ISSN 0213-6198).
- “Sobre la corrupción: otra vuelta de tuerca”, Revista Española de Control Externo, n.º 48, Tribunal de Cuentas, Madrid, 2014. (ISSN 1575-1333).
- “Dinámica Caótica en Economía”.Teoría y Aplicaciones, 3.ª Edición, Delta Publicaciones, Madrid, 2014. (Con la colaboración de Pilar Grau-Carles). (ISBN 978-84-15581-84-0).
- “Actualidad y Aplicaciones de la Topología y el Análisis Funcional”,Documentos de Trabajo de la Facultad de Ciencias Económicas y Empresariales; n.º 01, 2017, ISSN 2255-5471. Eprints Complutense.
- “¿Es el Derecho una Ciencia?: una pregunta impertinente”, Revista Española de Control Externo, vol XXI, num. 61, Tribunal de Cuentas, Madrid, 2019 (ISSN 0213-6198)
- “Sobre la división de poderes. Una reconsideración en el contexto actual”, Revista Española de Control Externo, vol XXI, num. 63, Tribunal de Cuentas, Madrid, 2019 (ISSN 0213-6198)
- “La necesidad de volver al diseño de una auténtica política económica”,en Libro Homenaje al Profesor Ubaldo Nieto de Alba, Volumen II, Editorial Tirant lo Blanch, Valencia, 2020 (ISBN 978-84-1336-754-5)
- “Consideraciones sobre el tiempo: entre la Filosofía y la Ciencia”,  E-Prints Complutense, artículo número 61438, Madrid, 2020.
- “LEVIATHAN 2020”, Revista Española de Control Externo, Vol. XXII, num 66, Tribunal de Cuentas, Madrid, 2020 (ISSN 0213-6198).

### Publicadas en francés, inglés e italiano
- “Vers une formulation Économetrique du Plan”, Revue Tiers Monde, n.º 32, París, 1967 (ISSN 1293-8882).
- “Les pôles de développement et le commerce extérieur: l´experience espagnole”, Economie Appliquée, Genève, 1969 (ISSN 0013-0494).
- “La planification du développement en Espagne: analyse d´une experience”, Collège de France, París, 1970.
- “Sull´uso dei modelli nell´analisi económico e nella política económica”, Rivista di Politica Economica, Roma, octubre de 1972 (ISSN 0391-6170).
- “The use of Models in Economic Policy: A Reappraisal”, Confederation of British Industry, Royal Society, London, 1973.
- “Les implications du theoreme Heckscher-Ohlin-Samuelson dans la théorie de la planification”, Economies et Societés, F. 24, París, 1973 (ISSN 1760-8910).
- “Cost-Benefit Analysis versus Planning Models”, Mondes en Développement, n.º 16, París, 1976 (ISSN 0302-3052).
- “Inflazione recessive e politica regionale”, Rassegna Economica, Napoli, junio 1977 (ISSN 0390-010X).
- “Inflation, chómage et régulation”, Collége de France, París, 1978.
- “An Introduction to the Recent Economic Policy of Spain as a Framework of her Application for EEC Membership”, Economia Internazionale, Genova, maggio-agosto 1979 (ISSN 0012-981X).
- “Les exportations poussées et la politique economique de la transition en Espagne: 1976-1979”, Économie Appliqueé, N.º 1-2., ISMEA, Collége de France, París, 1980 (ISSN 0013-0494).
- “Inventories and Stabilization Policy”, Elsevier Nort-Holland Inc, 1982 (ISBN 0-444-99720-2).
- “Regards sur la pensée économique espagnole”, Revue Économique, n.º 4, Paris juillet, 1983 (ISSN 0035-2764).
- “The New Economic Policy Against Stagflation: An Integrated Approach”, Otawa University, 1984.
- “Consequences of Budgetary Restraint for Social Policy”, Wayne State University Press, Detroit, Míchigan, 1985 (ISBN 0-8143-1791-X)
- “Per una nuova politica economica contro la stagflazione: un approcio integrato”, Rassegna Economica, Napoli, settembre-ottobre 1986 (ISSN 0390-010X).
- “Techniques and Models of Econoclimate Analysis”, en J.I. Díaz y J.L. Lions (Edit.): Environment, Economics and their Mathematical Models, Masson, París, 1994. (En colaboración con J. Martín Pliego)(ISSN 0298-3168).
- “New Frontiers in Market Analysis: Chaos and Capital Market”, 19th EFFAS Congress, Barcelona, 1996 (Depósito Legal B-34.617/96).
- “The Black Swan: Theories, Models and Emergence”, Revista de la Real Academia de Ciencias Exactas, Físicas y Naturales, vol. 93, n.º 1, Madrid, 1999 (ISSN 1137-2141).
- “Nonlinearties in the exchange rates returns and volatility”, Physica A, Elsevier, 2002 (ISSN 0378-4371). (Con Pilar Grau y Lorenzo Escot).
- “What´s New and Useful about Chaos in Economic Science”, Cuaderno de Trabajo de la Escuela Universitaria de Estadística CT 02/2012, 2012 Archivado el 12 de marzo de 2017 en Wayback Machine. (ISSN 1989-0567). (Con Lorenzo Escot y Pilar Grau).
- “Chaos and Fractals Impact on Economics”,Documentos de Trabajo de la Facultad de Ciencias Económicas y Empresariales; n.º 02, 2015, E-Prints Complutense, Madrid, 2015. (ISSN 2255-5471).
- “Some Differences between the Great Depression and the Recent Crisis: Learning a Lesson”, E-Prints Complutense, Madrid, 2015. Documentos de Trabajo de la Facultad de Ciencias Económicas y Empresariales; n.º 06, 2015, E-Prints Complutense (ISSN 2255-5471).
- “Complexity in Economics: An Up To Date View”, Documentos de Trabajo de la Facultad de Ciencias Económicas y Empresariales; n.º 01, 2016, ISSN 2255-5471  E-Prints Complutense Archivado el 12 de marzo de 2017 en Wayback Machine., Madrid, 2016. (ISSN 2255-5471).
- “The Higgs Particle and the Gravitational Waves: Two Discoveries, Two Ways of Reacting”, Seminario de Astronomía y Geodesia, Publicación n.º 207, Facultad de Ciencias Matemáticas, Universidad Complutense, Madrid, 2016. (ISSN 0213-6198).
- “CHAOS THEORY: Current and Future Research and Applications”, McGraw-Hill, Madrid, New York, 2019 (ISBN 978-84-486-1776-9)
- “Some differences between the Great Depression and the Recent Crisis: A Reappraisal”, International Review of Economic Policy, vol. 2, nº 1, Universitat de València, 2020 (ISNN 2695-7035)